# Roland Burgard

Roland Burgard 2018

Roland Burgard (* 8. November 1942 in Stuttgart) ist ein deutscher Architekt, Stadtplaner, Baubeamter und Hochschullehrer.

## Ausbildung
Nach dem Abitur am Friedrich-Schiller-Gymnasium Ludwigsburg im Jahr 1962 studierte Burgard bei Egon Eiermann Architektur an der Technischen Hochschule Karlsruhe, an der er 1971 seine Diplom-Hauptprüfung bestand. Erste Berufserfahrungen sammelte er als freier Mitarbeiter in der Projektgruppe Stadtplanung Karlsruhe (1971–1977) und als Angestellter und Projektleiter bei den freien Architekten Rossmann und Partner in Karlsruhe (1971–1973). 1973 begann Burgard seine Vorbereitungszeit für den höheren bautechnischen Verwaltungsdienst in Baden-Württemberg, die er 1975 mit der so genannten Großen Staatsprüfung (2. Staatsexamen) abschloss.

## Berufliche Laufbahn
Nach dem Staatsexamen war Burgard 1975 für einige Monate Technischer Angestellter im Universitätsbauamt Karlsruhe und betreute die Universitätsneubauten für die Anorganische Chemie. Schon 1975 wechselte er als Referatsleiter an das Staatliche Hochbauamt Freiburg im Breisgau.
Nachdem die CDU in Frankfurt 1977 die absolute Mehrheit bei den Kommunalwahlen erlangte, wurde Burgard zum 1. November 1977 zunächst Abteilungsleiter für die Kultur- und Sportbauten im Hochbauamt der Stadt Frankfurt am Main, wo er im September 1998 als Amtsleiter (1990–1998) des Hochbauamts ausschied. In seine Zuständigkeit fielen zuletzt der gesamte kommunale Hochbau sowie die Telekommunikations-Infrastruktur Frankfurts.

## Wirken
Gemeinsam mit der postmodernen Architektenavantgarde mit Richard Meier, Oswald Mathias Ungers, Josef Paul Kleihues, Günter Behnisch und Hans Hollein verwirklichte Burgard auf Seiten des Hochbauamtes der Stadt das Frankfurter Museumsufer. Es wurde zum Symbol einer Aufbruchstimmung weg vom "Krankfurt-Image", dass nicht zuletzt seit der Studentenunruhen der 1968er entstanden war. Mit diesem Erfolg für die Stadtentwicklung in den folgenden Jahrzehnten wurde Burgard Fachbereichsleiter für alle städtischen Neubauten und erreichte, dass die Qualität der Kulturbauten zum Maßstab des gesamten Bauwesens wurde.
Als 1986 der gesetzliche Anspruch auf einen Kindertagesstättenplatz für jedes Kind dem 3. Lebensjahr festgelegt worden war, löst der Bau von Kindertagesstätten den Museumsbau als zentrale Aufgabe Burgards ab. Sein gestalterisch hoher Anspruch wurde beibehalten, doch wurden von ihm vor allem junge Architekten beauftragt. Das sog. „Museumsufer für Kinder“ festigte den weltweiten Ruf des Hochbauamtes sogar als Talentschmiede.
Mit den Kommunalwahlen im März 1989 erzwang der Wechsel der politischen Mehrheiten einen abrupten Prioritätenwechsel im Bauwesen. Es standen ressourcenschonende, ökologische und ökonomische Themen im Vordergrund der Tätigkeit Burgards. Am 7. Mai 1990 wurde Burgard Leiter des Hochbauamtes in Frankfurt und erlangte mit zwei Vorhaben erneut die besondere Aufmerksamkeit. 1. Das Konzept "Niedrigenthropie-Hauses" sollte den ökologischen Fußabdruck
von Gebäuden minimieren; 2. Das neue Veranstaltungsformat "Frankfurter Architektursommer ´90" verwies auf die Errungenschaften des kommunalen Hochbaus in Frankfurt. Dieses Format wurde fast 20 Jahre später bei dem Architektursommer Rhein-Main 2011 und 2012 aufgegriffen und diente auch anderen Städten in der Bundesrepublik Deutschland als Vorbild für eigene Veranstaltungen.
Aufgrund massiver Einbrüche bei den Einnahmen der Gewerbesteuer seit 1992 geriet die Stadt Frankfurt am Main in ihre größte Haushaltskrise nach dem Zweiten Krieg. Burgard entwickelte federführend neue Programme zur Reduzierung der Lebenszykluskosten unter dem programmatischen Titel „Aus Zwei mach Drei, Bauen in Zeiten knapper Mittel“. Ziel war es zum Beispiel drei neue Kitas zu den Kosten von zwei alten zu bauen. Gleichzeitig wurde unter seiner Leitung das "Städtischen Energiemanagement" eingeführt.
Nach der Deregulierung des Telekommunikationswesens im Jahre 1994 schuf das Hochbauamt Frankfurt als erste Stadt in Deutschland die Voraussetzungen, seine IT-Infrastruktur auch privaten Internetprovidern zugänglich zu machen; damit erreichte Frankfurt einen entscheidenden Standortvorteil; Frankfurt entwickelte sich somit zum weltweit größten IT-Netzknoten. Als 1998 aufgrund fehlender Mittel das kommunale Bauen in Frankfurt weitestgehend zum Erliegen gekommen war und Burgard für sich keine innovativen Entwicklungsmöglichkeiten sah, folgte er einem Ruf als Professor an die Universität für angewandte Kunst in Wien.

## Lehrtätigkeit
Schon von 1991 bis 1992 nahm Burgard neben seiner beruflichen Tätigkeit einen Lehrauftrag für „Ökologisches Entwerfen“ im Fachbereich Architektur an der Bergischen Universität – Gesamthochschule Wuppertal wahr. Ebenfalls ab 1991 war er Prüfer im Oberprüfungsamt für den höheren bautechnischen Verwaltungsdienst in Frankfurt am Main. Seit dem Wintersemester 1998/1999 war er ordentlicher Professor am Institut für Architektur an der Universität für angewandte Kunst Wien und war dort gleichzeitig Leiter des Ordinariats für Ausbau und Baumanagement.

## Architekturpreise (Auswahl)
Burgard erhielt eine Reihe von Architekturpreisen:
- 1980 für eine Wohnhausgruppe Karlsruhe,
- 1996 den Holzbaupreis des Landes Hessen für Schulbauten in Frankfurt-Sossenheim, -Höchst und -Sachsenhausen,
- 1998 die Auszeichnung guter Bauten für das Jugendhaus Frankfurt-Rödelheim.

## Schriften (Auswahl)
- (zusammen mit Karin Nieswandt): Museum für Vor- und Frühgeschichte Frankfurt am Main. (hrsg. vom Magistrat der Stadt Frankfurt am Main, Dezernat Bau, Hochbauamt) Frankfurt am Main 1989.
- Individualität und Serie, Baukultur und Kunststoffe. Ergebnisse eines Wettbewerbs zwischen Studenten der Bergischen Universität Gesamthochschule Wuppertal, der Technischen Universität München und der Universität für Angewandte Kunst Wien. Frankfurt am Main 2002.
- Kunststoffe und freie Formen. Ein Werkbuch. Springer-Verlag, Wien / New York 2004, ISBN 978-3-211-21077-2.
- Das Museumsufer Frankfurt. Architekten und Bauten. Birkhäuser, Basel et al. o. J., ISBN 978-3-0356-1881-5.

| Personendaten    | Personendaten                                                    |
| ---------------- | ---------------------------------------------------------------- |
| NAME             | Burgard, Roland                                                  |
| KURZBESCHREIBUNG | deutscher Architekt, Stadtplaner, Baubeamter und Hochschullehrer |
| GEBURTSDATUM     | 8. November 1942                                                 |
| GEBURTSORT       | Stuttgart                                                        |